# استئصال الفص
استئصال الفص (بالإنجليزية: Lobectomy)‏ هي عملية جراحية يتم فيها استئصال الفص. وقد يشير هذا إلى الفص الموجود في الرئة, أو فص الغدة الدرقية (استئصال الدرقية الجزئي)، أو فص الدماغ (كما في استئصال الفص الصدغي الأمامي).

## استئصال فص الرئة
تُجرى عملية استئصال فص الرئة في المرحلة الأولى لمرضى سرطان الرئة ذي الخلايا غير الصغيرة. ولكن هذه العملية لا تُجرى على المرضى الذين يعانون من سرطان رئة متفشي في أجزاءٍ أخرى من الجسد. حيث يعتبر حجم الورم ونوعه وموضعه من العوامل الأساسية في تحديد ما إذا كانت عملية استئصال الفص ستجرى أم لا.